# قادرآباد، پنجاب
قادرآباد (به انگلیسی: Qadirabad) یک شهرک در پاکستان است که در Central Punjab (Pakistan) واقع شده‌است. قادرآباد ۳۲٬۵۵۵Almost نفر جمعیت دارد.